# Xây dựng các vùng kinh tế mới

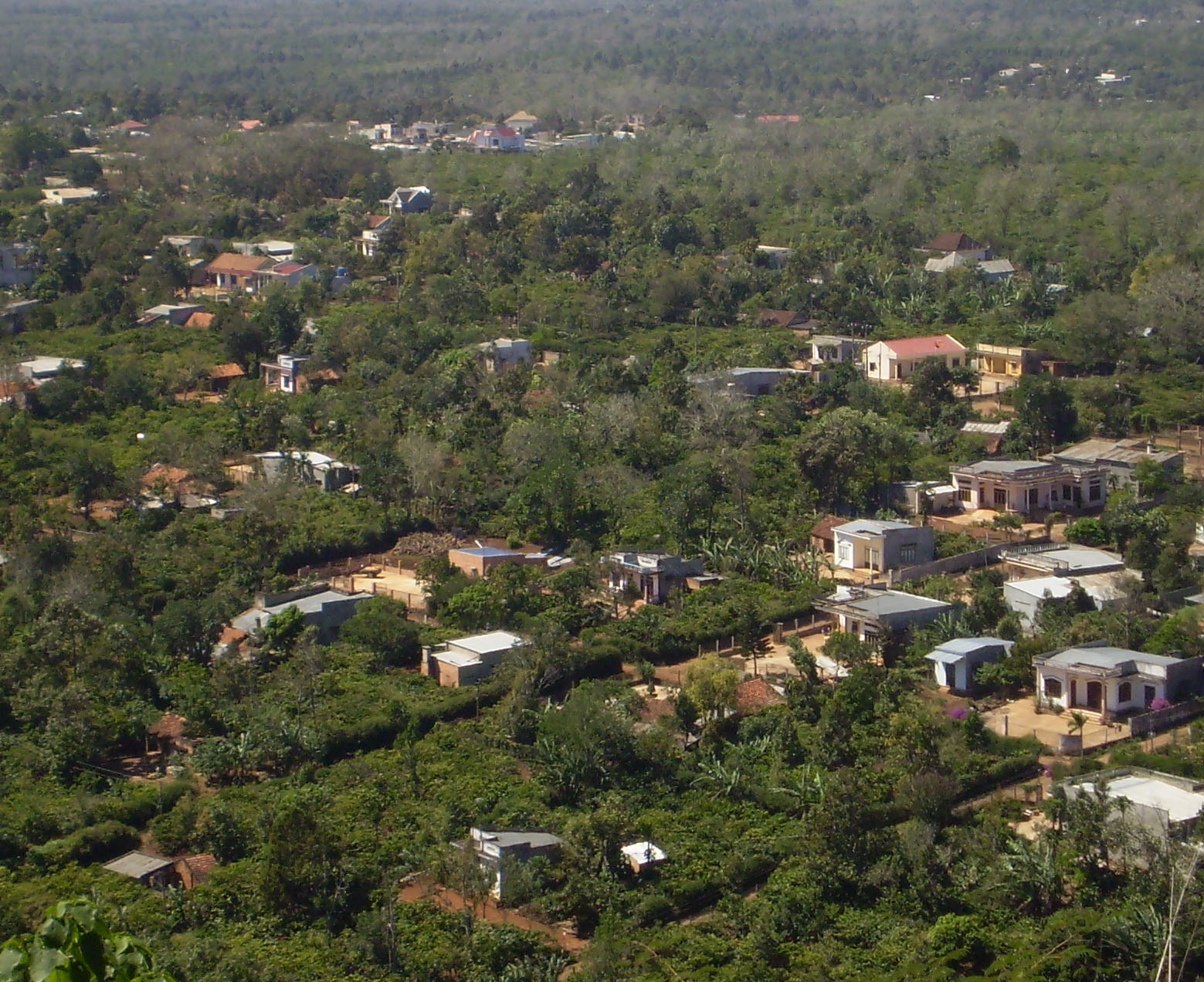
Một làng dân miền Bắc đi kinh tế mới sau 29 năm ở Tây Nguyên

Xây dựng các vùng kinh tế mới là một chính sách của Chính phủ Việt Nam nhằm tổ chức, phân bố lại lao động và dân cư trong cả nước, chuyển một khối lượng lớn dân cư từ các vùng đồng bằng và thành phố tới các vùng trung du, miền núi, biên giới, hải đảo. Chính sách này được triển khai tại miền Bắc Việt Nam từ năm 1961 và trên toàn quốc từ sau khi đất nước thống nhất cho đến tận năm 1998 khi Việt Nam đi theo mô hình Kinh tế thị trường định hướng xã hội chủ nghĩa. Trong 37 năm, Việt Nam đã di chuyển có tổ chức được 1.368.691 hộ, trong đó di cư trong nội bộ tỉnh là 702.761 hộ với 3 342.253 người, từ tỉnh này sang tỉnh khác là 665.930 hộ với 2.809.373 người.

## Chủ trương

### Lý do kinh tế

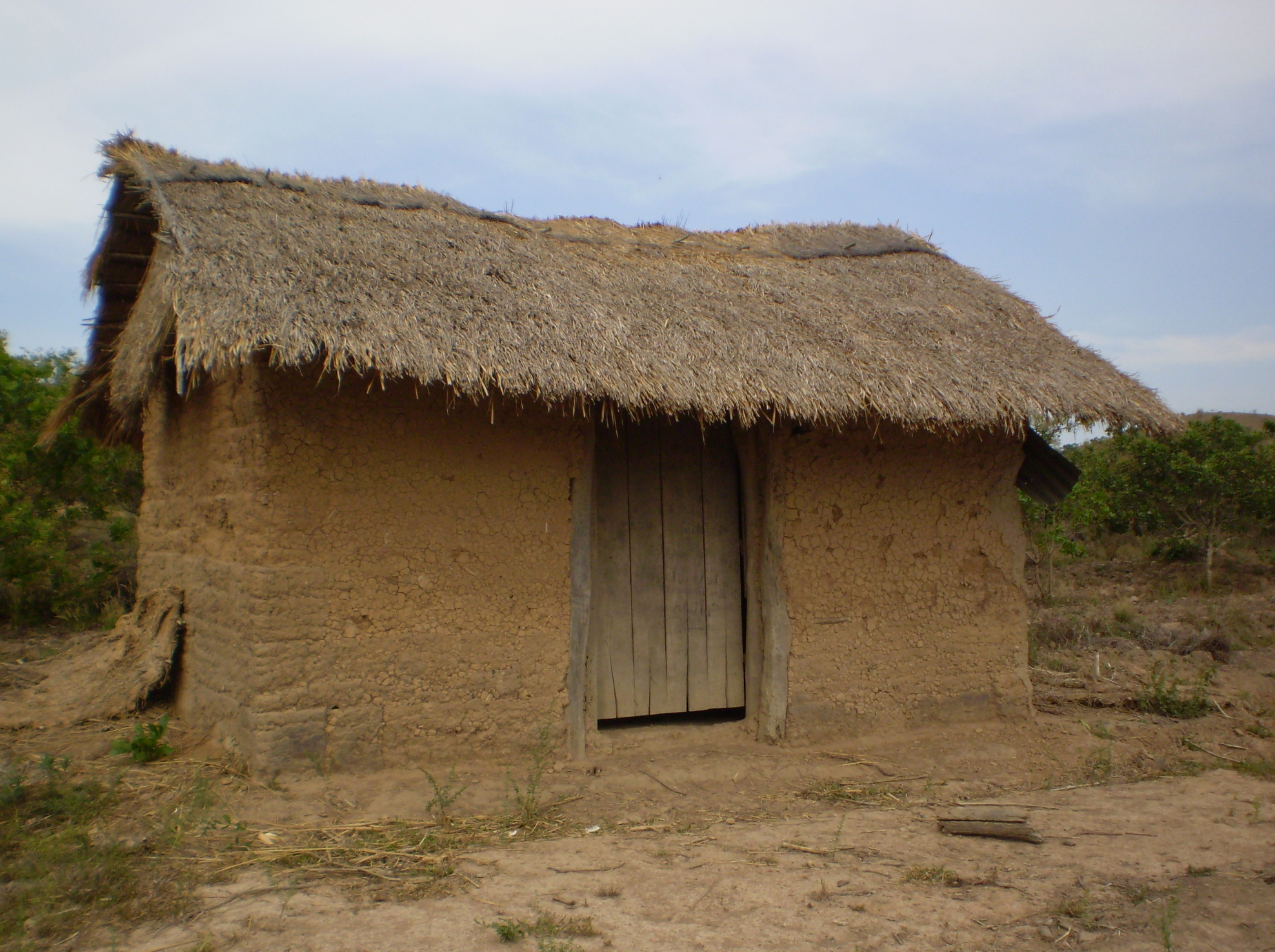
Nhà tranh vách đất

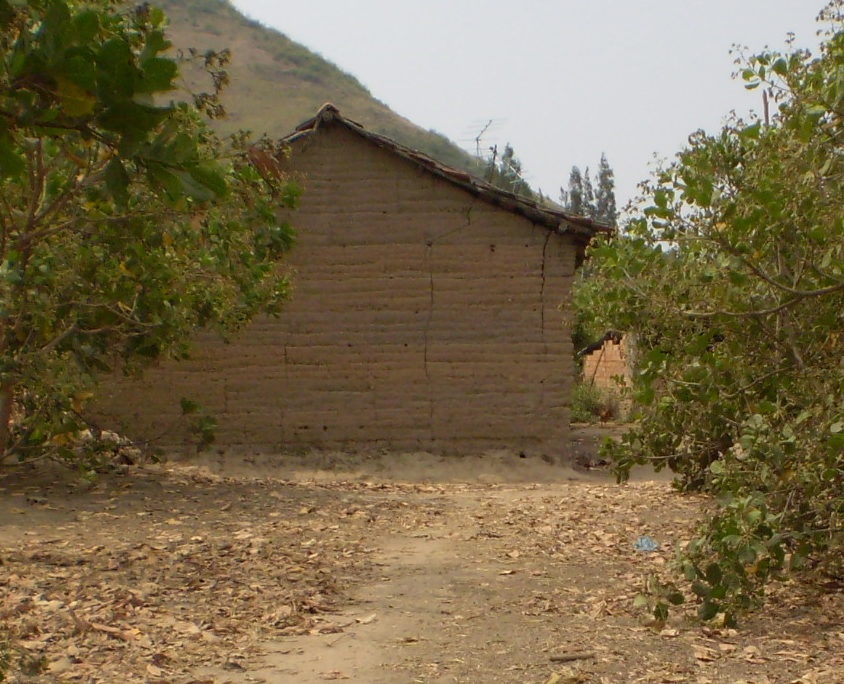
Nhà vách đất chiếm đa số trong thời kỳ đầu khai hoang ở Tây Nguyên

Năm 1960, Đại hội đại biểu toàn quốc lần thứ III của Đảng Lao động Việt Nam ra nghị quyết đại hội về các nhiệm vụ của kế hoạch kinh tế 5 năm lần thứ nhất trong đó có đoạn:
| “ | Phải phân bố hợp lý sức sản xuất ở đồng bằng, trung du và miền núi, điều chỉnh sức người giữa các vùng, quy hoạch từng bước các vùng kinh tế, thực hiện sự phân công phối hợp giữa các vùng kinh tế với nhau. | ” |

Chủ trương này của Đảng Lao động Việt Nam được thực hiện bằng việc tổ chức di dân từ các địa phương vùng đồng bằng sông Hồng lên sinh sống và sản xuất tại các địa phương miền núi và trung du phía Bắc.
Năm 1976 sau khi hai miền Nam Bắc thống nhất, Báo cáo của Ban Chấp hành Trung ương Đảng Cộng sản Việt Nam tại Đại hội đại biểu toàn quốc lần thứ IV về Phương hướng, nhiệm vụ và mục tiêu chủ yếu của Kế hoạch 5 năm 1976-1980 có đoạn:
| “ | Sử dụng hết mọi lực lượng lao động xã hội; tổ chức và quản lý tốt lao động, phân bố lại lao động giữa các vùng và các ngành nhằm tăng rõ rệt năng suất lao động xã hội. | ” |

Trong khi việc di dân từ các tỉnh đồng bằng sông Hồng lên các tỉnh miền núi phía Bắc, nhất là các tỉnh biên giới vẫn được tiếp tục, các chương trình di chuyển lao động và di dân từ các tỉnh đồng bằng phía Bắc tới Tây Nguyên (đặc biệt là Đăk Lăk, Lâm Đồng), Đông Nam Bộ (đặc biệt là Bà Rịa-Vũng Tàu, Đồng Nai), di dân từ thành phố Hồ Chí Minh sang các địa phương nông thôn ở Đông và Tây Nam Bộ được triển khai.
Việc tổ chức di dân được giao cho chính quyền các địa phương và Tổng cục Khai hoang xây dựng kinh tế mới và sau này là Ban chỉ đạo Phân bố lao động và dân cư trung ương thực hiện.
Nhà nước khuyến khích mọi người lao động và gia đình chuyển đến làm ăn các vùng kinh tế mới, trước hết là lao động những vùng nông thôn có mức bình quân ruộng đất thấp và không có điều kiện phát triển ngành nghề, lao động ở thành thị thiếu việc làm hoặc không có điều kiện để được sử dụng hợp lý.
Các thành phần ở vùng kinh tế mới tuyển lao động theo độ tuổi tối đa 40 đối với nam và 35 đối với nữ. Đối với người có nghề chuyên môn, dân tộc ít người, hoặc trường hợp cần tuyển cả vợ chồng thì có thể tuyển với độ tuổi cao hơn (nam 45, nữ 40).
Miền đất đến chủ yếu là vùng làm kinh tế ở hải đảo, vùng sâu vùng xa, Tây Nguyên, đồng bằng sông Cửu Long. Người dân miền Bắc theo các chuyến tàu Bắc Nam, Người miền Nam theo xe đò được cấp tiền vé, trang bị cho mỗi lao động hai công cụ sản xuất thích hợp. Các gia đình có nhiều khó khăn được trợ cấp, được bảo vệ sức khỏe, cung cấp hàng hóa trước khi lên vùng kinh tế mới, mua mặt hàng theo tem phiếu đã cấp. Khuyến khích làm kinh tế gia đình.

### Lý do chính trị
Sau năm 1975 ngoài lý do kinh tế, việc di dân ra vùng kinh tế mới còn có chủ ý chính trị để giảm số người thuộc chính quyền Việt Nam Cộng hòa tập trung ở những đô thị, nhất là vùng Sài Gòn để dễ kiểm soát phần tử chống đối. Trong 5 năm 1975-80 Thành phố Hồ Chí Minh đã đưa về nông thôn 832.000 người. Phương pháp cưỡng bức dân thành thị đi kinh tế mới gồm thu hồi hộ khẩu, rút thẻ mua gạo và các nhu yếu phẩm, và cấm trẻ em nhập học khiến đối tượng phải di chuyển ra vùng nông thôn.

Theo Lê Duẩn, phát biểu tại kỳ họp thứ nhất Quốc hội chung cả nước, ngày 25 tháng 6 năm 1976: 
| “ | ở miền Nam, những người trước đây nhờ chiến tranh xâm lược của đế quốc Mỹ mà có một mức sống vật chất vượt xa khả năng của nền kinh tế trong nước và kết quả lao động của bản thân họ, nên hiểu rằng đó là một cuộc sống phồn vinh giả tạo, đổi bằng đau khổ, chết chóc của hàng triệu đồng bào, bằng sự triệt phá biết bao xóm làng, thị trấn, bằng sự sa đọa của biết bao thanh niên, bằng sự chà đạp nhân phẩm của biết bao phụ nữ ở các vùng tạm bị chiếm, và bằng nhục mất nước. Họ nên hiểu rằng lối sống chạy theo những nhu cầu giả tạo theo kiểu "xã hội tiêu thụ", đua đòi theo những thị hiếu tầm thường, hoàn toàn trái với cuộc sống hạnh phúc văn minh chân chính. Những đồng bào ấy ngày nay có thể và cần trở lại với thực tế, trở về với cuộc sống của dân tộc, sống bằng kết quả lao động của mình. Đó là con đường để tiến tới một cuộc đời tươi vui, đẹp đẽ, có ý nghĩa, có phẩm giá, có hạnh phúc thật sự và lâu bền cho chính mình và con cháu mình. | ” |

Theo lệnh ngày 19 Tháng Năm 1976 thì chính phủ đề ra năm hạng dân thành thị phải chuyển ra vùng kinh tế mới:
1. Dân thất nghiệp
2. Dân cư ngụ bất hợp pháp
3. Dân cư ngụ trong những khu vực dành riêng cho công chức và quân nhân
4. Tiểu thương gia, tiểu địa chủ, đại thương gia
5. Người gốc Hoa, dân theo đạo Công giáo.

Chỉ tiêu là di chuyển 1.200.000 dân trong đô thành Sài Gòn ra ngoài thành phố. Con số đại thương gia còn lại ở Thành phố Hồ Chí Minh không được hơn 10% tổng số nguyên thủy.

## Thực hiện
| Tổng kết di dân vùng kinh tế mới | Tổng kết di dân vùng kinh tế mới | Tổng kết di dân vùng kinh tế mới | Tổng kết di dân vùng kinh tế mới |
| Kế hoạch 5 năm                   | Chỉ tiêu                         | Thực hiện                        | Trung bình mỗi năm               |
| -------------------------------- | -------------------------------- | -------------------------------- | -------------------------------- |
| 1976-1980                        | 4 triệu                          | 1,5 triệu                        | 304.120                          |
| 1981-1985                        | 1 triệu                          | 1,3 triệu                        | 251.460                          |
| 1986-1990                        | 1,6 triệu                        | 1,1 triệu                        | 228.520                          |
| 1991-1995                        | 1 triệu                          | 0,9 triệu                        | 180.400                          |
| 1996-2000                        | 1 triệu                          | 0,2 triệu                        | 105.350                          |
| Tổng cộng                        | 8,6 triệu                        | 5 triệu                          | 239.700                          |

### Thi hành
Việc thực hiện xây dựng khu kinh tế mới có hai phần: phần đất tư hữu và phần đất công của hợp tác xã. Theo phương thức sau năm 1975 thì mỗi hộ được phát 500 m² "đất sản xuất" để tự túc trồng trọt lương thực. Trên mảnh đất đó nông dân được quyền canh tác theo ý muốn sau khi đã đóng góp tám giờ mỗi ngày cho hợp tác xã. Chính phủ sẽ giúp đỡ trong sáu tháng đầu. Sau đó thì phải tự lo lấy.
Trợ giúp từ chính quyền gồm:
1. Vé xe chuyên chở từ nhà đến vùng kinh tế mới. Mỗi hộ được mang theo tối đa 800 kg hành lý. Nếu chí điểm ở xa thì mỗi ngày phụ cấp thêm 1 đồng tiền ăn dọc đường cho mỗi người
2. Hai dụng cụ canh tác, thường là cuốc, thuổng
3. 700-900 đồng để dựng nhà ở vùng kinh tế mới
4. 100 đồng đào giếng, 100 đồng mua ghe thuyền nếu ở vùng sông rạch
5. 1 đồng mỗi ngày nếu đau ốm, không lao động được; 50 xu mỗi ngày tiền thuốc khi bệnh; 150 đồng để mai táng nếu chết.

Đối với khu vực kinh tế quốc doanh thì hoạt động theo mô hình hợp tác xã: công trình phục vụ sản xuất, đời sống chung cho toàn vùng, (như đê, đập, cầu, âu kè, cống, đường sá, khai hoang, xây dựng đồng ruộng, cải tạo đất lần đầu...), công trình khai hoang xây dựng đồng ruộng, cải tạo đất lần đầu, xây dựng cải tạo đồng cỏ, khai hoang trồng rừng, chăm sóc và tu bổ rừng tự nhiên.
Các công trình phúc lợi công cộng: nhà trẻ, lớp mẫu giáo, một số phòng học trường phổ thông cơ sở, trạm y tế, cửa hàng hợp tác xã mua bán. Trụ sở làm việc, nhà hội họp v.v.
Những hợp tác xã hoặc tập đoàn sản xuất đã có ở vùng còn đất hoang hoá, đồng ruộng, cải tạo đất lần đầu và xây dựng thêm các công trình phúc lợi công cộng. Riêng đối với các cơ sở của đồng bào định canh định cư, trồng cây dài ngày, cây đặc sản, xây dựng chuồng trại chăn nuôi tập thể.
Chi thu của hợp tác xã được ấn định phải chi như sau:
- 30% trả thuế;
- 25% góp cho chính phủ theo giá thu mua của nhà nước;
- 15% trả lương cho cán bộ quản lý hợp tác xã;
- 30% còn lại chia cho các thành viên của hợp tác xã tính theo số điểm.

Theo chế độ tem phiếu thời bao cấp, người lao động trong hợp tác xã được phép mua 18 kg gạo/tháng ở giá chính thức. Người lao động phụ: 16 kg; người không lao động: 9 kg.
Tổ chức các đơn vị hành chính (xã, ấp, thôn xóm...) để chăm lo cho nhân dân mới đến các yêu cầu về bảo vệ trật tự an ninh, về quản lý dân chính và các vấn đề xã hội khác.